# ブラッドフォードの法則
ブラッドフォードの法則（ブラッドフォードのほうそく）とは1934年にサミュエル・Ｃ・ブラッドフォードによって最初に記述されたパターンで、科学ジャーナルの参考文献を検索することの指数関数的収穫逓減を推定する法則。1つの公式化はもし、ある分野のジャーナルを記事の多いものから、記事の数が約3等分になるように3つのグループに分けると、そのジャーナル数は1:n:n²になるというものである 。この原理に関する多数の関連公式が存在する。

## 概要
多くの分野でこのパターンはパレート分布と呼ばれている。具体的な例として、研究者が自分の主題についての5つの主要な科学ジャーナルを持っているとする。ある月に、それらのジャーナルに12の関心のある記事があるとする。興味ある論文をさらに12個検索するために、その研究者はさらに10冊のジャーナルを調べないといけないとする。このときこの研究者のブラッドフォード乗数 bm は2(5分の10)となる。新しい12個の記事を求めるごとに、その研究者は bm 倍のジャーナルを探す必要がある。5,10,20,40...のジャーナルを調べた後、ほとんどの研究者はさらに調べることにほとんど意味がないことに気が付く。
異なるコアジャーナル数と異なるブラッドフォード乗数を持つ研究者もいるが、このパターンは多くの分野で非常によく成り立っており、社会システムにおける人間の相互作用の一般的パターンと言える。関連するジップの法則と同じように、どのように作用するかについて良い説明が与えられていないが、司書にとって非常に有用であると知られている。この法則は、専門のためには、それぞれの専門分野の「核となる刊行物」を特定しそれらの在庫を確認するだけで十分だということを意味している。しかし、非常にまれにそれ以上にする必要がある場合も存在する。
しかしその影響はそれよりもはるかに大きかった。この発想を基にして、ヴァネヴァー・ブッシュによる著名な論文 As We May Think に触発されて1960年代の科学情報研究所のユージン・ガーフィールドは、科学的思考の伝播方法の包括的指標を開発した。彼の開発したSCIは、科学者がどの科学者が影響力のある科学を行ったのか、どのジャーナルに科学が登場するのかを正確に識別できるようになる効果があった。さらに、ネイチャーやサイエンスといったいくつかのジャーナルが全てハードサイエンスの中核であるという一部の人間が予想しなかった発見も生み出した。人文科学や社会科学では同じパターンは起きない。
この結果は科学者に対して最高のジャーナルに掲載するという圧力をかけ、大学に対して主要なジャーナルへのアクセスを保障するという圧力をかけることとなった。一方で、「主要なジャーナル」の括りは個々の研究者に多かれ少なかれ強く変化し、学校の考え方の隔絶によってさらに強く変化するおそれがあり、ジャーナルがこの方法で選択された場合、多数派の意見を過度に表現してしまうという危険性もある。
ブラッドフォードの法則はブラッドフォードの散乱則やブラッドフォード分布としても知られている。計量書誌学におけるこの法則や分布はワールド・ワイド・ウェブにも適応することができる。

## 拡散
ヒオルランドとニコライセン(2005, p. 103)は3種類の拡散を特定した。
1. 語彙拡散。テキストとテキストの集合の単語の拡散。
2. 意味拡散。テキストとテキストの集合の概念の拡散。
3. 主題拡散。与えられた仕事や問題に対して有用な項目の拡散。

彼らは、ブラッドフォード自身の論文を含むブラッドフォードの法則に関する書物は、実際にどの種の拡散が測定されているかに関して不明瞭であることを発見した。

## 法則の解釈
等比級数的な点からのブラッドフォードの法則の解釈がV・ヤツコから提案された 。この人物は追加の定数を導入し、ブラッドフォード分布が記事の分布やジャーナル間の引用だけでなく様々なものに適応できると実証した人物である。V・ヤツコの解釈(Y解釈)はオブジェクトのセットのサブセット(例えば出願者の合格/不合格、開発/未開発地域など)を区別する必要がある場合に、閾値を計算するために効果的に使うことができる。

## さらに見る
- ページランク
- ロングテール